# 善道真貞
善道 真貞（よしみち の さねさだ）は、平安時代初期の貴族・儒学者。氏姓は伊与部（伊余部）連のち善道宿禰、善道朝臣。伊賀守・伊余部家守の子。官位は従四位下・東宮学士。

## 経歴
15歳で大学寮に入学するが、数年の内に大学寮の諸教官にその才能と品行を推されて明経得業生に補せられる。大同4年（809年）官吏登用試験に合格して山城少目に任ぜられ、のち播磨少目に転任する。
嵯峨朝では、弘仁4年（813年）大学助教を兼ねると、弘仁10年（819年）外従五位下・大学博士に叙任され、弘仁11年（820年）には明経道に優れていることを賞され内位の従五位下に叙せられた。またこの間、越前大掾・相模権介等の地方官も兼ねている。
淳和朝初頭には大学助・陰陽頭を歴任する。この間の天長2年（825年）の釈奠において、大学博士や学生等が紫宸殿に集められて論議を行った際、真貞の論旨展開と用語が優れているとして、勅により次侍従に任ぜられる。天長4年（827年）従五位上。天長5年（828年）には上表して伊与部連から善道宿禰への改姓を許される。天長7年（830年）正五位下に叙せられ、天長8年（831年）阿波守に転じるが、『令義解』の撰修に参画したことから任地へ赴くことはなかった。
仁明朝では、承和3年（836年）朝臣姓に改姓した後、承和5年（838年）正五位上、承和6年（839年）従四位下と昇進する。承和8年（841年）には皇太子・恒貞親王の東宮学士に任ぜられるが、承和9年（842年）に発生した承和の変により恒貞親王が皇太子を廃されると、真貞も備後権守に左遷される。承和11年（844年）国家に功労のある老臣であるとして仁明天皇が憐れんで、真貞は平安京に呼び戻される。諸学者は当代で『春秋公羊伝』を読解できるのは真貞のみであると言ったことから、この学問が廃れるのを防ぐために、真貞は特に命じられて大学で『春秋公羊伝』の講義を行ったという。承和12年（845年）2月20日自宅にて卒去。享年78。最終官位は散位従四位下。

## 人物
進取の気性に富み、物事に積極的に対処した。
春秋三伝（『春秋左氏伝』『春秋公羊伝』『春秋穀梁伝』）、三礼（『周礼』『儀礼』『礼記』）を修め、よく議論を行った。しかし、元より漢音を学ばなかったために四声を識別できず、教授の際には総じていい加減な字音を用いたという。

## 官歴
『六国史』による。
- 時期不詳：明経得業生
- 大同4年（809年） 日付不詳：山城少目（課試登科）
- 時期不詳：播磨少目
- 弘仁4年（813年） 日付不詳：大学助教
- 弘仁10年（819年） 日付不詳：外従五位下。大学博士
- 弘仁11年（820年） 日付不詳：明経博士。従五位下（内位）
- 時期不詳：越前大掾。相模権介
- 天長年間初頭：大学助。陰陽頭
- 天長2年（825年） 8月8日：次侍従
- 天長4年（827年） 正月21日：従五位上
- 天長5年（828年） 日付不詳：伊与部連から善道宿禰へ改姓
- 天長7年（830年） 正月7日：正五位下
- 天長8年（831年） 日付不詳：阿波守
- 承和3年（836年） 11月15日：宿禰姓から朝臣姓に改姓
- 承和5年（838年） 正月7日：正五位上
- 承和6年（839年） 正月7日：従四位下。8月24日：賜摂津国島上郡荒田9段
- 承和8年（841年） 2月6日：東宮学士（皇太子・恒貞親王）
- 承和9年（842年） 7月26日：備後権守（承和の変連座)
- 承和11年（844年） 3月22日：令入京
- 承和12年（845年） 2月20日：卒去（散位従四位下）

## 系譜
- 父：伊与部家守[1]
- 母：不詳
- 生母不詳の子女
  - 男子：善道末継[3]
  - 男子：善道岑継[3]
  - 男子：善道貞継[3]
  - 男子：忻妙[3]